# Alfa Romeo 90
Alfa Romeo 90 (type ZAR162A) var en firedørs sedan fremstillet af den italienske bilfabrikant Alfa Romeo mellem efteråret 1984 og efteråret 1987. Den officielle modelbetegnelse var "Alfa 90".

## Historie
I oktober 1984 afløste Alfa 90 den i marts 1972 introducerede forgænger Alfetta. Ligesom Alfetta var Alfa 90 udstyret med transakseldrivlinje med femtrins gearkasse. Karrosseriet var designet af Bertone.
Modellen fandtes med forskellige motorer fra 120 hk og opefter: Firecylindrede 1,8- og 2,0-litersmotorer samt V6-motorer på 2,0 og 2,5 liter. Den stærkeste version ydede 156 hk, hvilket gav bilen en topfart på 203 km/t. Alfa 90 fandtes ligeledes med en af VM Motori fremstillet 2,4-liters turbodiesel med 110 hk.
Alfa 90 havde nogle særlige træk:
- En hastighedsafhængig variabel frontspoiler forbedrede vejbeliggenheden.
- Som den første Alfa Romeo kunne modellen leveres med ABS-bremser som ekstraudstyr.
- Under handskerummet var der monteret en udtagelig kuffert.
- Alfa 90 var meget udbredt hos det italienske politi og Carabinieriet (på daværende tidspunkt var Alfa Romeo stadigvæk et statsligt selskab).

Den italienske karrosserifabrik Carrozzeria Marazzi designede i 1985 to stationcars på basis af Alfa Romeo 90.  Bilerne blev ikke serieproduceret og benyttede baglygterne fra Fiat Uno.

## Motorer
| Model              | Slagvolume cm³ | Max. effekt kW (hk) / omdr. | Max. moment Nm / omdr. | Motorkode     | 0-100 km/t sek. | Topfart km/t  | Byggeår       |
| Benzinmotorer      | Benzinmotorer  | Benzinmotorer               | Benzinmotorer          | Benzinmotorer | Benzinmotorer   | Benzinmotorer | Benzinmotorer |
| ------------------ | -------------- | --------------------------- | ---------------------- | ------------- | --------------- | ------------- | ------------- |
| 90 1.8             | 1779           | 88 (120) / 5300             | 167 / 4000             | AR06202       | 10,0            | 187           | 1984 − 1987   |
| 90 2.0             | 1962           | 94 (128) / 5400             | 178 / 4000             | AR06212       | 9,2             | 190           | 1984 − 1987   |
| 90 2.0 i.e.        | 1962           | 95 (129) / 5400             | 176 / 4000             | AR01713       | 9,6             | 192           | 1984 − 1987   |
| 90 2.0 V6          | 1997           | 97 (132) / 5400             | 178 / 3000             | AR06210       | 8,9             | 195           | 1985 − 1987   |
| 90 2.5 V6          | 2464           | 110 (150) / 5600            | 210 / 4000             |               |                 | 200           | 1984 − 1987   |
| 90 2.5 V6 QO       | 2464           | 115 (156) / 5600            | 210 / 4000             | AR01646       | 8,5             | 203           | 1986 − 1987   |
| Dieselmotorer      |                |                             |                        |               |                 |               |               |
| 90 2.4 Turbodiesel | 2393           | 81 (110) / 4200             | 235 / 2300             | VM 4HT/2.4    | 11,0            | 178           | 1984 − 1987   |

## Efterfølger
Efter knap tre år og 56.428 byggede biler indstilledes produktionen af Alfa 90 i november 1987. Efterfølgeren var den i joint venture med Saab, Lancia og Fiat udviklede Alfa Romeo 164.